# 이계철 (외교관)
이계철(1929년 ~ 1983년 10월 9일)은 대한민국의 정치인으로 미얀마 주재 대한민국 대사를 지내던 중 아웅산 묘역 테러 사건으로 순국했다.
당시 대한민국의 대통령인 전두환과 동일한 대머리인 탓에 아웅산테러 범인 중 한 명인 신기철이 이계철을 전두환으로 오인해서 폭파 버튼을 눌렀다. 실제로 전두환은 지각했으므로 현장에 없었다.